# Krishnarajapura
Krishnarajapura is een plaats in het district Bangalore Urban van de Indiase staat Karnataka. Het maakt deel uit van de grote agglomeratie van de stad Bangalore.

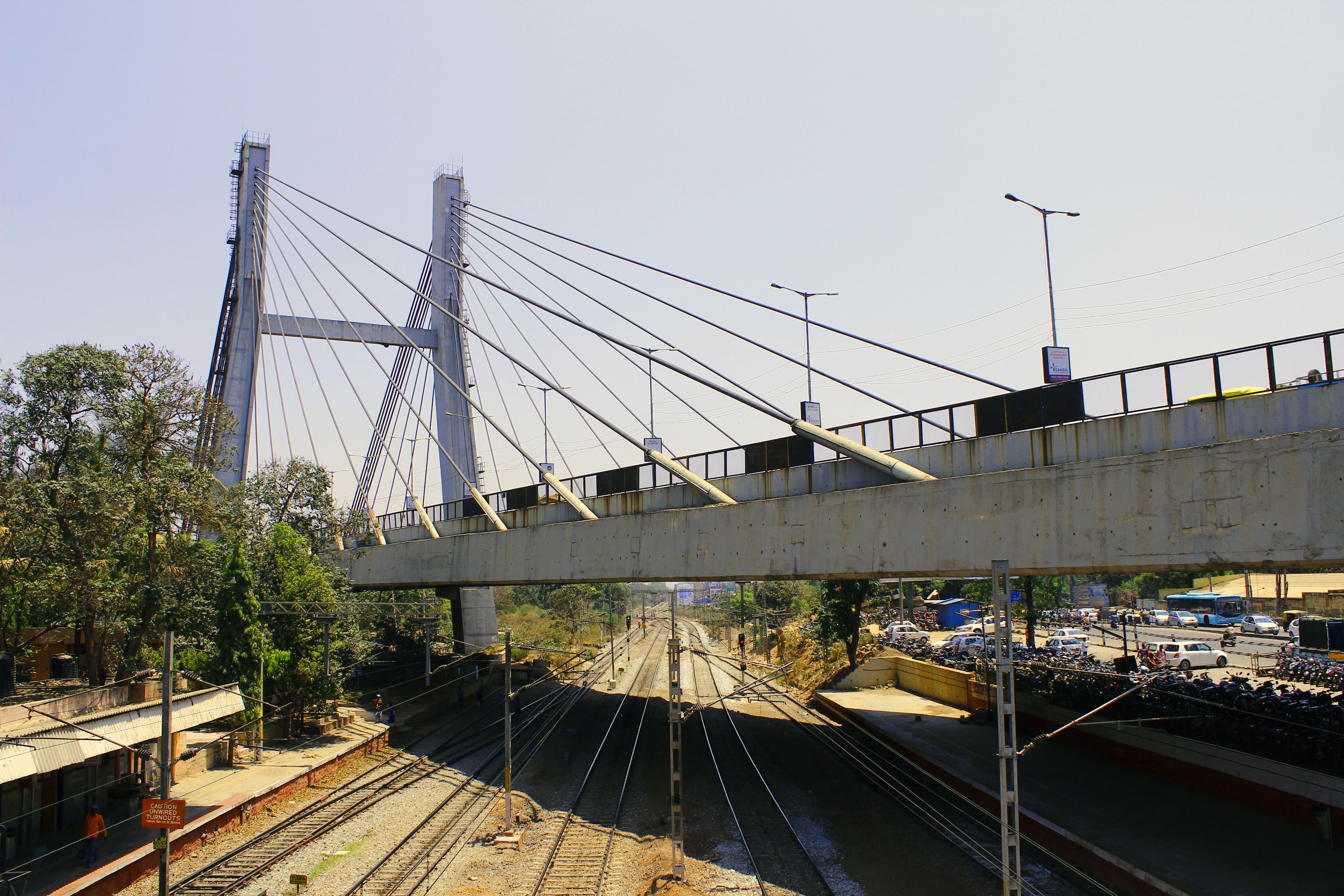
Hangbrug bij Krishnarajapura
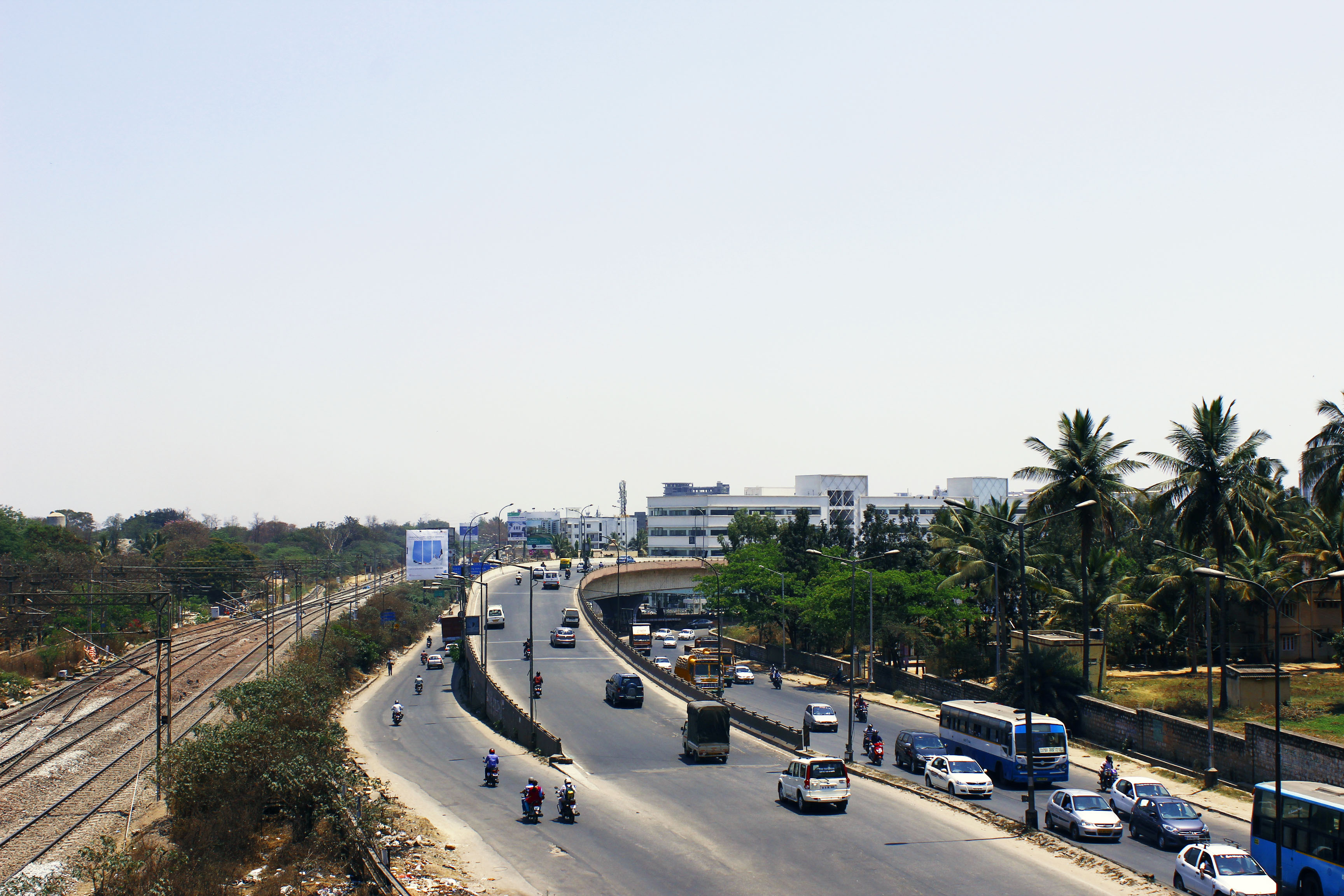
Buitenste ring van Krishnarajapura

## Demografie
Volgens de Indiase volkstelling van 2001 wonen er 187.453 mensen in Krishnarajapura, waarvan 52% mannelijk en 48% vrouwelijk is. De plaats heeft een alfabetiseringsgraad van 78%. 